# Copa Mundial de Fútbol de 2030
La Copa Mundial de la FIFA de 2030 será la vigésima cuarta edición, y correspondiente al centenario, de la Copa Mundial de Fútbol masculina organizada por la FIFA. Esta edición se desarrollará en España, Marruecos, Portugal, Argentina, Paraguay y Uruguay. Estos tres últimos solo albergarán, para sus selecciones, los duelos inaugurales a manera de conmemoración del centenario de la primera Copa del Mundo.

## Elección de la sede

### Candidaturas confirmadas
Las únicas candidaturas confirmadas fueron la de Conmebol y la de UEFA-CAF. Desde la Candidatura de Uruguay-Argentina-Paraguay-Chile se empezó a trabajar con fuerza en la primera década de los 2000, primero solo Uruguay, con el argumento de que su candidatura coincidiría con el centenario del primer mundial (desarrollado en Uruguay) y con el bicentenario de la primera Constitución de Uruguay. El 29 de julio de 2017 la Asociación del Fútbol Argentino y la Asociación Uruguaya de Fútbol anunciaron una candidatura conjunta. Antes de que Uruguay y Argentina empataran sin goles en Montevideo por las Clasificatorias al mundial de Rusia 2018 los, entonces, jugadores del Barcelona Luis Suárez y Lionel Messi promovieron la candidatura con camisetas conmemorativas. En septiembre de 2017 la Conmebol confirmó que Paraguay se sumaría a la candidatura, y el 14 de febrero de 2019, el entonces presidente de Chile, Sebastián Piñera, anunció que su país también será parte de la postulación. El 7 de febrero de 2023 los países confirmaron, de nuevo, su candidatura conjunta para albergar el campeonato. Esta postulación propuso oficialmente tres estadios en Uruguay (Estadio Centenario, Estadio Gran Parque Central y Estadio Campeón del Siglo), siete estadios en Argentina (Estadio Mâs Monumental, Estadio Presidente Perón, Estadio Ricardo Enrique Bochini, Estadio Mario Alberto Kempes, Estadio Ciudad de La Plata, Estadio Malvinas Argentinas y Estadio Único Madre de Ciudades), cinco estadios en Paraguay (el nuevo Estadio Conmebol, el Estadio General Pablo Rojas, el Estadio Defensores del Chaco, el Estadio Villa Alegre y el Estadio Antonio Aranda) y tres estadios en Chile (Estadio Nacional, Estadio Monumental y Estadio Ester Roa Rebolledo).
Por su parte, desde la Candidatura de España-Portugal-Marruecos, la presentación oficial ocurrió el 4 de junio de 2021 en un acto con el rey Felipe VI, el presidente de Portugal Marcelo Rebelo de Sousa, el presidente del Gobierno de España Pedro Sánchez y el primer ministro de Portugal António Costa. Un año más tarde, el 5 de octubre de 2022, en el contexto de la guerra de Ucrania, la FPF y la RFEF realizaron una conferencia de prensa conjunta sobre su candidatura para la Copa Mundial de 2030 en la sede de la UEFA en Nyon, Suiza, junto al presidente de la UAF, Andriy Pavelko, anunciaron la adhesión de Ucrania a la candidatura. Aunque todavía no se ha anunciado, Ucrania podría albergar un grupo. En marzo de 2023 se reportó que Marruecos había iniciado conversaciones para reemplazar a Ucrania como tercera sede de la propuesta, el 14 de marzo fue confirmada su unión a la candidatura ibérica.

### Definición de las sedes
El 4 de octubre de 2023 el Consejo de la FIFA, luego de diversas consultas con las confederaciones en torno a las candidaturas de las Copas del Mundo de 2030 y 2034, tomó la decisión por consenso, de acreditar a la candidatura tripartita euro-africana, como la única con registro en el proceso de selección, con lo que solo tocará al Congreso de la FIFA de 2024, formalizar la obtención definitiva de la sede mundialista. Sin embargo, en virtud de la trascendencia histórica de la fecha, se aprobó la realización de partidos inaugurales conmemorativos para las selecciones de tres de las asociaciones postulantes de la candidatura sudamericana, Argentina, Paraguay y el anfitrión de 1930, Uruguay.
El 11 de diciembre de 2024 el Congreso extraordinario de la FIFA oficializó a Argentina, Paraguay y Uruguay como anfitrionas de los partidos del centenario del torneo, y a España, Marruecos y Portugal como anfitrionas de la Copa Mundial de 2030.

## Sedes
El 14 de julio de 2022, la Real Federación Española de Fútbol reveló una lista con 15 estadios candidatos, de los cuales 11 serían seleccionados. Portugal, mientras tanto, presentaría tres estadios.El 22 de junio de 2023, el presidente de la Real Federación de Fútbol de Marruecos, Foauzi Lekjaa, reveló que 6 estadios de 6 ciudades diferentes serían los seleccionados de Marruecos para albergar partidos del mundial junto con España y Portugal. El 11 de diciembre de 2024, la FIFA confirmó los 3 estadios que albergarían los partidos de conmemoración del centenario, así como los 20 estadios del resto del torneo.

### Sedes en España
| España                                                                      | España                                   | España                | España                               |
| Barcelona Bilbao Madrid San Sebastián Sevilla Zaragoza La Coruña Las Palmas | Barcelona                                | Barcelona             | Bilbao                               |
| --------------------------------------------------------------------------- | ---------------------------------------- | --------------------- | ------------------------------------ |
| Barcelona Bilbao Madrid San Sebastián Sevilla Zaragoza La Coruña Las Palmas | Spotify Camp Nou                         | RCDE Stadium          | San Mamés                            |
| Barcelona Bilbao Madrid San Sebastián Sevilla Zaragoza La Coruña Las Palmas | Capacidad: 105 000 tras reforma en curso | Capacidad: 40 000     | Capacidad: 53 331                    |
| Barcelona Bilbao Madrid San Sebastián Sevilla Zaragoza La Coruña Las Palmas |                                          |                       |                                      |
| Barcelona Bilbao Madrid San Sebastián Sevilla Zaragoza La Coruña Las Palmas | Madrid                                   | Madrid                | Sevilla                              |
| Barcelona Bilbao Madrid San Sebastián Sevilla Zaragoza La Coruña Las Palmas | Santiago Bernabéu                        | Estadio Metropolitano | La Cartuja                           |
| Barcelona Bilbao Madrid San Sebastián Sevilla Zaragoza La Coruña Las Palmas | Capacidad: 85 000 tras reforma en curso  | Capacidad: 70 460     | Capacidad: 70 000                    |
| Barcelona Bilbao Madrid San Sebastián Sevilla Zaragoza La Coruña Las Palmas |                                          |                       |                                      |
| Barcelona Bilbao Madrid San Sebastián Sevilla Zaragoza La Coruña Las Palmas | La Coruña                                | San Sebastián         | Zaragoza                             |
| Barcelona Bilbao Madrid San Sebastián Sevilla Zaragoza La Coruña Las Palmas | Riazor                                   | Anoeta                | La Romareda                          |
| Barcelona Bilbao Madrid San Sebastián Sevilla Zaragoza La Coruña Las Palmas | Capacidad: 32 490 ampliable a 48 000     | Capacidad: 40 000     | Capacidad: 33 608 ampliable a 42 500 |
| Barcelona Bilbao Madrid San Sebastián Sevilla Zaragoza La Coruña Las Palmas |                                          |                       |                                      |
| Barcelona Bilbao Madrid San Sebastián Sevilla Zaragoza La Coruña Las Palmas | Las Palmas                               |                       |                                      |
| Barcelona Bilbao Madrid San Sebastián Sevilla Zaragoza La Coruña Las Palmas | Gran Canaria                             |                       |                                      |
| Barcelona Bilbao Madrid San Sebastián Sevilla Zaragoza La Coruña Las Palmas | Capacidad: 32 392 ampliable a 44 484     |                       |                                      |
| Barcelona Bilbao Madrid San Sebastián Sevilla Zaragoza La Coruña Las Palmas |                                          |                       |                                      |

### Sedes en Portugal
| Estádio da Luz    | Estádio José Alvalade | Estádio do Dragão |
| Capacidad: 64 642 | Capacidad: 50 095     | Capacidad: 50 033 |
|                   |                       |                   |

### Sedes en Marruecos
| Estadio Hassan II                              | Estadio Ibn Batouta                     | Estadio de Marrakech                    |
| Capacidad: 115 000 Futura construcción         | Capacidad: 75 600 tras reforma en curso | Capacidad: 45 250 Ampliable a 45 860    |
|                                                |                                         |                                         |
| Rabat                                          | Agadir                                  | Fez                                     |
| Estadio Príncipe Moulay Abdellah               | Estadio de Agadir                       | Estadio de Fez                          |
| Capacidad: 68 700 Tras reconstrucción en curso | Capacidad: 45 480 Ampliable a 46 000    | Capacidad: 55 800 tras reforma en curso |
|                                                |                                         |                                         |

### Sedes sudamericanas
|                                  | Argentina          | Paraguay                       | Uruguay            |
| Montevideo Asunción Buenos Aires | Buenos Aires       | Asunción                       | Montevideo         |
| Montevideo Asunción Buenos Aires | Estadio Monumental | Estadio Osvaldo Domínguez Dibb | Estadio Centenario |
| Montevideo Asunción Buenos Aires | Capacidad: 85 018  | Capacidad: 25 820              | Capacidad: 60 235  |
| Montevideo Asunción Buenos Aires |                    |                                |                    |

## Equipos participantes
El Consejo de la FIFA decidió que los tres anfitriones del torneo (España, Portugal y Marruecos) así como los tres anfitriones de los partidos inaugurales (Uruguay, Argentina y Paraguay) clasificarán automáticamente al torneo.
En cursiva los equipos que participan por primera vez:
| Clasificatorias | Clasificatorias | Clasificatorias | Clasificatorias | Clasificatorias | Clasificatorias | Clasificatorias |
| --------------- | --------------- | --------------- | --------------- | --------------- | --------------- | --------------- |
| AFC             | CAF             | Concacaf        | Conmebol        | OFC             | UEFA            | FIFA            |

| Equipos participantes | Equipos participantes | Equipos participantes | Equipos participantes |
| --------------------- | --------------------- | --------------------- | --------------------- |
| Argentina             |                       |                       |                       |
| España                |                       |                       |                       |
| Marruecos             |                       |                       |                       |
| Paraguay              |                       |                       |                       |
| Portugal              |                       |                       |                       |
| Uruguay               |                       |                       |                       |
|                       |                       |                       |                       |
|                       |                       |                       |                       |
|                       |                       |                       |                       |
|                       |                       |                       |                       |
|                       |                       |                       |                       |
|                       |                       |                       |                       |

## Controversias
El 23 de marzo de 2025 saltó la noticia de que la Real Federación Española de Fútbol manipuló las puntuaciones a la hora de elegir las sedes para excluir al Estadio de Balaídos y poder incluir al Estadio de Anoeta.